# Verwaltungsgliederung der Region Chabarowsk

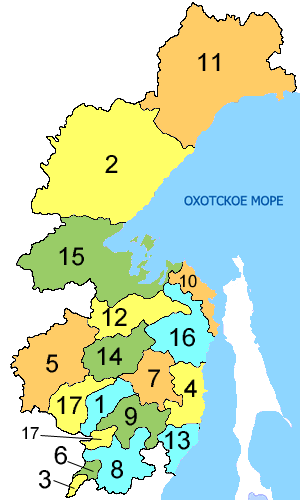
Verwaltungsgliederung der Region Chabarowsk

Die Region Chabarowsk im Föderationskreis Ferner Osten der Russischen Föderation gliedert sich in 17 Rajons und 2 Stadtkreise. Den Rajons sind insgesamt 29 Stadt- und 188 Landgemeinden unterstellt (Stand: 2010).

## Stadtkreise
| Stadtkreis         | Einwohner | Fläche (km²) | Bevölkerungs- dichte (Ew./km²) |
| ------------------ | --------- | ------------ | ------------------------------ |
| Chabarowsk         | 580.665   | 386          | 1504                           |
| Komsomolsk am Amur | 269.827   | 325          | 830                            |

## Rajons
| [ 2 ] | Rajon                  | Einwohner | Fläche (km²) | Bevölkerungs- dichte (Ew./km²) | Stadt- bevölkerung | Land- bevölkerung | Verwaltungssitz             | Weitere Ortschaften                  | Anzahl Stadt- gemeinden | Anzahl Land- gemeinden |
| ----- | ---------------------- | --------- | ------------ | ------------------------------ | ------------------ | ----------------- | --------------------------- | ------------------------------------ | ----------------------- | ---------------------- |
| 2     | Ajano-Maiski           | 2.663     | 167.700      | 0,02                           | –                  | 2.663             | Ajan                        |                                      | –                       | 4                      |
| 1     | Amursk                 | 69.848    | 16.700       | 4,18                           | 60.003             | 9.845             | Amursk                      | Elban                                | 3                       | 7                      |
| 3     | Bikin                  | 26.775    | 2.500        | 10,71                          | 18.752             | 8.023             | Bikin                       |                                      | 1                       | 8                      |
| 17    | Chabarowsk             | 94.653    | 24.000       | 3,94                           | 6.183              | 88.470            | Chabarowsk                  | Korfowski                            | 1                       | 26                     |
| 8     | imeni Laso             | 49.259    | 32.500       | 1,52                           | 25.894             | 23.365            | Perejaslawka                | Muchen, Chor                         | 3                       | 18                     |
| 12    | imeni Poliny Ossipenko | 5.903     | 34.970       | 0,17                           | –                  | 5.903             | Selo imeni Poliny Ossipenko |                                      | –                       | 6                      |
| 7     | Komsomolsk             | 32.767    | 25.200       | 1,30                           | 802                | 31.965            | Komsomolsk am Amur          |                                      | 1                       | 20                     |
| 9     | Nanaiski               | 20.146    | 27.800       | 0,72                           | –                  | 20.146            | Troizkoje                   |                                      | –                       | 14                     |
| 10    | Nikolajewsk            | 36.960    | 17.200       | 2,15                           | 31.159             | 5.801             | Nikolajewsk am Amur         | Lasarew, Mnogowerschinny             | 4                       | 10                     |
| 11    | Ochotsk                | 9.662     | 162.800      | 0,06                           | 4.470              | 5.192             | Ochotsk                     |                                      | 1                       | 7                      |
| 14    | Solnetschny            | 35.927    | 31.100       | 1,16                           | 15.723             | 20.204            | Solnetschny                 | Gorny                                | 2                       | 9                      |
| 13    | Sowetskaja Gawan       | 44.821    | 15.600       | 2,87                           | 44.397             | 424               | Sowetskaja Gawan            | Lossossina, Maiski, Sawety Iljitscha | 4                       | 1                      |
| 15    | Tuguro-Tschumikanski   | 2.411     | 96.100       | 0,03                           | –                  | 2.411             | Tschumikan                  |                                      | –                       | 5                      |
| 16    | Ultschski              | 21.907    | 39.300       | 0,56                           | –                  | 21.907            | Bogorodskoje                |                                      | –                       | 18                     |
| 4     | Wanino                 | 40.404    | 25.900       | 1,56                           | 28.253             | 12.151            | Wanino                      | Oktjabrski, Wyssokogorny             | 3                       | 7                      |
| 5     | Werchnebureinski       | 30.576    | 63.700       | 0,48                           | 23.771             | 6.805             | Tschegdomyn                 | Nowy Urgal, Tyrma                    | 4                       | 11                     |
| 6     | Wjasemski              | 25.251    | 4.300        | 5,87                           | 16.867             | 8.384             | Wjasemski                   |                                      | 2                       | 17                     |

Anmerkungen:
1. 1 2  Einwohnerzahlen vom 1. Januar 2010 (Berechnung)
2. ↑  Nummer des Rajons in der Karte (in alphabetischer Reihenfolge der Rajonnamen im Russischen)
3. ↑  Siedlungen städtischen Typs bzw. Stadtgemeinden
4. 1 2  Stadt gehört nicht zum Rajon, sondern bildet eigenständigen Stadtkreis; Einwohnerzahl der Stadt nicht bei der Berechnung der Bevölkerungsdichte berücksichtigt